# Sianjur Mulamula
Sianjur Mulamula is een bestuurslaag in het regentschap Samosir van de provincie Noord-Sumatra, Indonesië. Sianjur Mulamula telt 555 inwoners (volkstelling 2010).